# تاداهيرو ايزاوا
تاداهيرو ايزاوا (باليابانية: 相沢忠洋؛ بالكانا: あいざわ ただひろ) هو عالم آثار ياباني، ولد في يونيو 1926 في طوكيو في اليابان، وتوفي في 1989.